# Psilaster florae
Psilaster florae is een kamster uit de familie Astropectinidae.
De wetenschappelijke naam van de soort werd, als Archaster florae, in 1878 gepubliceerd door Addison Emery Verrill. Dit taxon wordt ook wel als een ondersoort van Psilaster andromeda beschouwd.